# Relaciones de la Sociedad Argentina de Antropología
Relaciones de la Sociedad Argentina de Antropología, conocida comúnmente como Relaciones, es una publicación semestral editada por la Sociedad Argentina de Antropología (SAA) para difundir la investigación en Ciencias Antropológicas de la Argentina y de los demás países del Cono Sur. 

## Objetivos
Esta revista científica tiene como objetivos difundir los resultados de las investigaciones o diferentes grados de avance de los miembros que forman parte de la Sociedad Argentina de Antropología. También se propone favorecer la discusión entre los autores y mantener actualizados a sus miembros en los temas de su interés.

## Tipos de trabajos
Esta revista publica diferentes tipos de secciones, principalmente artículos completos y originales de investigación básica y aplicada, así como notas, entrevistas, comentarios, reseñas y obituarios de autores argentinos y extranjeros que hayan trabajado sobre temáticas vinculadas con la Arqueología, la Antropología Social, la Antropología Biológica, la Etnografía, la Etnohistoria, la Lingüística y disciplinas afines. Se pretende que estos trabajos proporcionen conclusiones relevantes y útiles para la comunidad científica a la que están dirigidos. Además se busca que la revista Relaciones presente panoramas completos de los temas de investigación actuales en el país que sean de utilidad al público local e internacional.

## Historia
Se ha editado desde el año 1937, aunque en sus inicios no logró tener una periodicidad continua hasta el año 1970, desde el cual no ha dejado de publicarse. El primer número se publicó en 1938, pero corresponde al año 1937, y estuvo dirigido por Francisco de Aparicio. Este contaba con unos 17 artículos y una memoria que reseñaba las actividades de la Sociedad Argentina de Antropología. Luego de éste, se publicaron tres tomos más en los años 1940, 1942 y 1944, este último con 24 artículos distribuidos en 298 páginas. Lamentablemente el ritmo de la revista se vio interrumpido en 1945 al no contar más con los subsidios que recibía. Esto generó una serie de altibajos e incertidumbre en la revista que recién se pudieron encauzar a partir de la década de 1970, cuando nuevos académicos, como Eduardo M. Cigliano y Carlos J. Gradin, le pudieron dar nueva fuerza a la revista. Este último investigador participó en la dirección de 16 tomos de la revista Relaciones, entre los años 1970 y 1989, poniendo el hombre junto con el apoyo del CONICET que subsidió la impresión de Relaciones durante varios años. Posteriormente, durante la década de 1990 fue director Carlos Aschero, para continuar en dicho rol María Mercedes Podestá.
Si bien la revista pretendía publicar trabajos de quienes investigaban sobre la antropología como disciplina, en realidad hasta la década de 1990 la gran mayoría de los artículos publicados eran sobre arqueología; comenzando en ese momento a aparecer trabajos de antropología social. Para esta misma época, la revista Relaciones logra adquirir una mayor regularidad en su publicación, pudiendo alcanzar y afianzar la periodicidad anual desde entonces. A partir del año 2022 la revista cuenta con página propia alojada en el Portal de Revistas de la Universidad Nacional de La Plata, lo que redunda en que Relaciones de la Sociedad Argentina de Antropología pueda adquirir una mayor visibilidad en el mundo académico y aumentar su difusión en el ámbito digital.

## Indexación
La revista Relaciones está indizados en:
- Latindex Catálogo
- Dialnet
- EBSCO
- CiteFactor
- DOAJ
- CLASE, UNAM
- Handbook of Latin American Studies
- Catálogo Colectivo de REBIUN
- Catálogo Biblioteca Universitaria CSIC
- Anthropological Literature, Harvard
- Naturalis, FCNyM-UNLP
- Núcleo Básico de Revistas Científicas, CAICyT – CONICET
- SeDiCi, UNLP